# Mayerling (1968)
Mayerling (bra Mayerling) é um filme franco-britânico de 1968, do gênero drama histórico-biográfico, dirigido por Terence Young, com roteiro de Denis Cannan, Joseph Kessel e do próprio diretor baseado no romance homônimo de Claude Anet e no livro L'Archiduc, de Michel Arnold, bem como no filme homônimo de 1936 com o mesmo título, inspirados no chamado incidente de Mayerling.

## Elenco
- Omar Sharif ..... Rodolfo, príncipe herdeiro da Áustria
- Catherine Deneuve ..... baronesa Maria Vetsera
- James Mason ..... imperador Francisco José 1.º
- Ava Gardner ..... imperatriz Elisabeth
- James Robertson Justice ..... Eduardo 8.º, príncipe de Gales
- Geneviève Page ..... condessa Larisch
- Andréa Parisy ..... princesa Stéphanie da Bélgica
- Ivan Desny ..... conde Josef Hoyos
- Fabienne Dali ..... Mizzi Kaspar
- Véronique Vendell ..... Lisi Stockau
- Howard Vernon ..... príncipe Montenuovo
- Irene von Meyendorf ..... condessa Stockau
- Mony Dalmes ..... baronesa Helen Vetsera
- Bernard Lajarrige ..... Loschek
- Maurice Teynac ..... Moritz Szeps
- Charles Millot ..... conde Taafe
- Jacques Berthier .....  arquiduque Jean Salvator
- Roger Pigaut ..... conde Karolyi
- Véronique Vendell ..... Lisl Stockau
- Lyne Chardonnet ..... Hannah Vetsera
- Moustache ..... Bratfish
- Roger Lumont ..... inspetor Losch
- Jacqueline Lavielle ..... Marinka
- Alain Saury ..... Baltazzi
- Jean-Claude Bercq ..... Miguel de Bragança
- Jean-Michel Rouzière
- Jacques Ciron
- Liane Daydé
- Friedrich von Ledebur

## Sinopse
Em 1888, o Príncipe Rodolfo se desentende com seu pai, o Imperador Francisco José da Áustria, em razão desse se negar a implantar reformas progressistas em seu governo. Além disso, o príncipe se frustra por um casamento sem amor com a Princesa Estefânia, o que faz com que tenha muitas amantes. Andando nas ruas de Viena anônimo, ele se encanta com a recém-chegada Baronesa Maria Vetsera, tomando-a como amante pouco tempo depois com a ajuda da Condessa Larische. Rodolfo também é procurado por rebeldes da Hungria que querem seu apoio para a independência daquele país mas o príncipe, apesar de simpatizante da causa, é contra a divisão do império. O romance de Rodolfo e Maria é descoberto pelo Imperador e esse pressiona pelo término da relação temendo um escândalo público de adultério mas o casal de amantes não está disposto a se separar.